# Étang de la Patte d'Oie
Pour les articles homonymes, voir Patte d'Oie.
L’étang de la Patte d’Oie (en néerlandais : Ganzepootvijver) est un étang de la forêt de Soignes.

## Situation
L'étang de la Patte d'Oie se trouve à une dizaine de kilomètres de Bruxelles dans la forêt de Soignes à Groenendael, section de la commune belge de Hoeilaart, en Brabant flamand. Trois ruisseaux se rejoignent, formant le dessin d'une patte palmée, à proximité de l’endroit où les moines du prieuré de Groenendael, ancien monastère de chanoines augustins fondé vers 1343, érigèrent un petit barrage dans le but d’élever des poissons.